# الإمبراطورية الآشورية القديمة
الإمبراطورية الآشورية القديمة هي الفترة الثانية من أربع فترات ينقسم فيها تاريخ آشور، والثلاثة الأخرى هي الفترة الآشورية المبكرة (2600-2025 قبل الميلاد)، والإمبراطورية الآشورية الوسطى (1392-934 قبل الميلاد)، والإمبراطورية الآشورية الحديثة (911–609 قبل الميلاد). كانت آشور أكبر مملكة ناطقة باللغة السامية الشرقية في بلاد ما بين النهرين وأكبر إمبراطورية في الشرق الأدنى القديم. تركز على نهر دجلة والفرات في بلاد ما بين النهرين، حيث كان الشعب الآشوري يحكم الإمبراطوريات القوية في عدة مرات. وتشكل جزءاً كبيراً من «مهد الحضارة»، التي تشمل سومر، الإمبراطورية الأكادية، وبابل، وكانت آشور على أعلى مستوى من الإنجازات التكنولوجية والعلمية والثقافية في ذروتها.
وفي ذروتها حكمت الإمبراطورية الآشورية ما يعرف في ديانة بلاد ما بين النهرين القديمة باسم «أركان العالم الأربعة»: من أقصى شمال جبال القوقاز داخل أراضي ما يسمى اليوم أرمينيا وأذربيجان، حتى الشرق مثل جبال زاغروس داخل أراضي إيران الحالية، إلى أقصى الجنوب المتمثل بالصحراء العربية في المملكة العربية السعودية الحالية، وإلى أقصى الغرب من جزيرة قبرص في البحر الأبيض المتوسط، وحتى إلى الغرب في مصر وشرق ليبيا.
تم تسمية آشور نسبة إلى عاصمتها الأصلية مدينة آشور القديمة، والتي يرجع تاريخها إلى حوالي سنة 2600 قبل الميلاد، وهي بالأصل واحدة من العديد من المدن الأكادية في بلاد ما بين النهرين.

## تاريخ

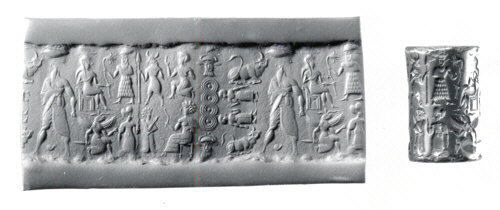
ختم إسطواني ولوح طيني يتحدث عن شخصيات بشرية مع عفاريت، يعود للفترة ما بين 1820–1730 ق.م، سوريا.

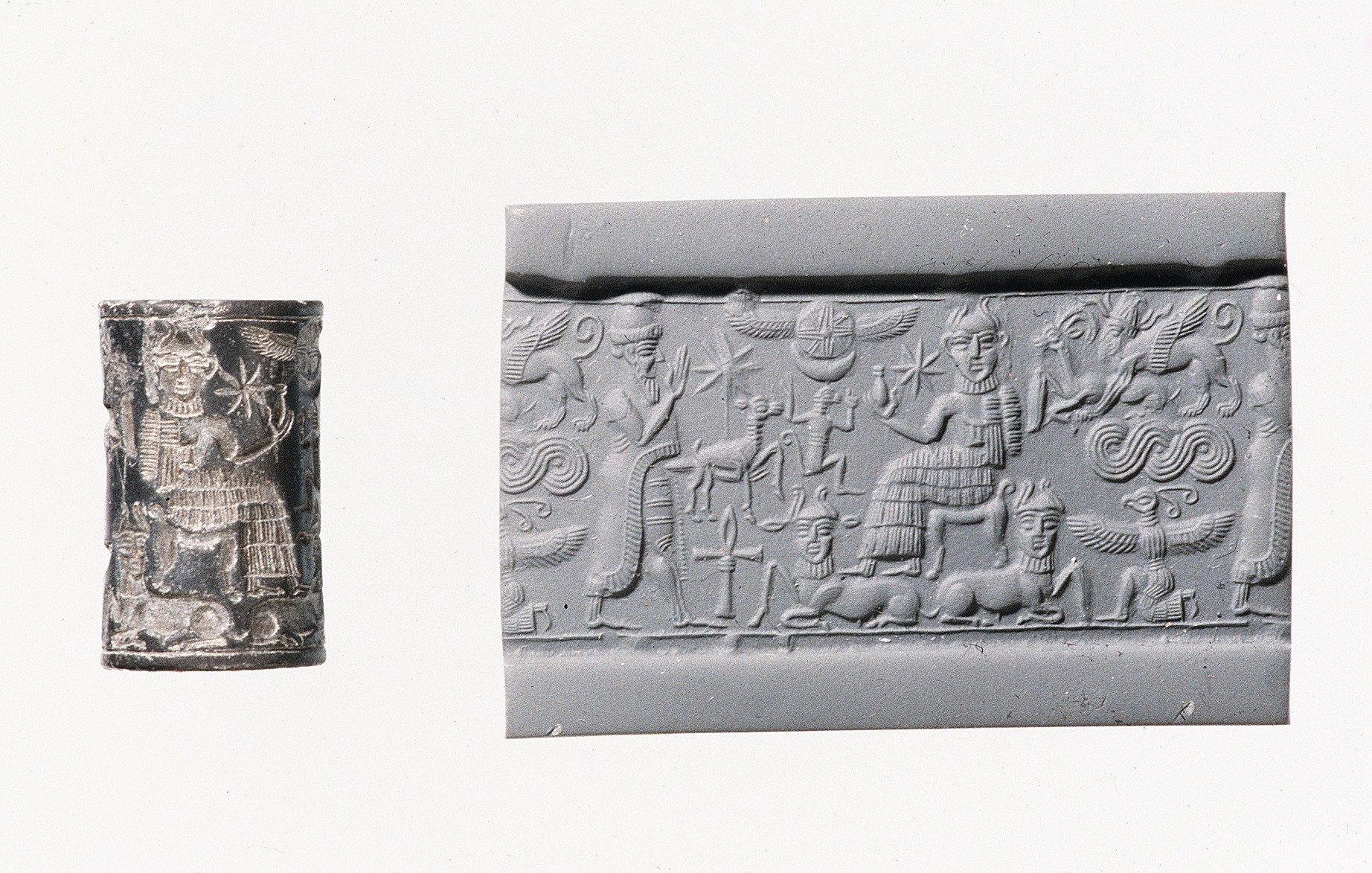
ختم إسطواني و لوح طيني يظهر عبادة الملك الإله وهوي يجلس على العرش ؛ وتحته انسان برأس ثور. مابين سنة 1820-1730 قبل الميلاد. سورية القديمة.

في الإمبراطورية الآشورية القديمة، قامت آشور بتأسيس عدة مستعمرات في الأناضول والشام، وفي ظل حكم الملك إيلو شوما، أكدت نفسها على جنوب بلاد ما بين النهرين (ما أصبح يعرف فيما بعد باسم بلاد بابل). أول نقوش مكتوبة من قبل الملوك الآشوريين المتحضرين تظهر سنة 2450 قبل الميلاد، بعد أن تخلصوا من الهيمنة السومرية. كانت أرض آشور ككل تتألف بعد ذلك من عدد من دول المدن والممالك الصغيرة الناطقة بالسامية، والتي كان بعضها مستقلاً مبدئيًا عن آشور. يُعزى إنشاء أول معبد تقليدي كبير في مدينة آشور إلى الملك أوشبيا الذي حكم في عام 2050 قبل الميلاد، والذي كان معاصراً (على الأغلب) لأول ملك مستقل في إيسن هو إشبي إيرا والملك نابلانوم أول ملك مستقل في لارسا. توفي عام 2026 ق.م. وخلفه عدة ملوك من ملوك آشور وهم؛ أبياشال وسوليلي وكيكيا وأكيا، والذين لم يُعرف عنهم الكثير، إلى جانب ذكر كيكيا في وقت لاحق بكثير وهو يقوم بتحصينات على أسوار المدينة، والعمل بناء على المعابد في آشور.
بين عام 2500 ق.م. وعام 2400 قبل الميلاد، كان الملوك الآشوريون قادة رعاة. بين 2200 ق.م. و 2000 قبل الميلاد كان المنافسين الرئيسيين والجيران أو الشركاء التجاريين لأوائل الملوك الآشوريين هم الحثيين والحوريين في شمال الأناضول، والشعب الغوتي واللولوبي والتوروكو إلى الشرق في جبال زاغروس في الهضبة الإيرانية الشمالية الغربية، وعيلام إلى الجنوب الشرقي في ما يعرف الآن جنوب وسط إيران، والأموريين إلى الغرب فيما يعرف اليوم بسوريا، ورفاقهم في المدن السومر-أكدية في جنوب بلاد ما بين النهرين مثل آيسن، كيش، أور، إشنونونا ولارسا. حوالي 2400 قبل الميلاد أصبح الآشوريون خاضعين لسرجون الأكدي، الذي وحد جميع شعوب بلاد ما بين النهرين الناطقين باللغة الاكدية تحت حكم الإمبراطورية الأكادية، والتي استمرت من سنة 2334 قبل الميلاد حتى سنة 2154 قبل الميلاد. في ذلك الوقت بالتحديد ذاب الشعب السومري في داخل الشعب الأكدي (الآشوري-البابلي). أصبحت آشور أمة قوية إقليميا في الإمبراطورية الآشورية القديمة منذ عام 2100 قبل الميلاد إلى 1800 ق.
كان القبائل الأمورية السامية قد اجتاحت ممالك جنوب بلاد ما بين النهرين والشام في الفترة ما بين 2100 ق.م. و 1900 قبل الميلاد، ولكن نجح الملوك الآشوريين في صدها بنجاح خلال تلك الفترة. ولكن بعد ذلك، كان إيريشوم الثاني (1818 قبل الميلاد - 1809 قبل الميلاد) آخر ملوك سلالة بوزور آشور الأول التي تأسست سنة 2025 ق. حيث تم خلعه على يد شمشي أدد الأول (حوالي 1809 ق.م. - 1776 ق.م.) الذي اغتصب عرش آشور الأول في توسع جديد للقبائل العمورية القادمة من دلتا نهر الخابور في شمال شرق بلاد الشام.
حوالي عام 1800 قبل الميلاد، دخلت آشور في صراع عنيف مع دولة مدينة بابل التي تم إنشاؤها حديثًا، والتي تغلبت في النهاية على ولايات ومدن السومر-أكدية القديمة في الجنوب؛ مثل أور، آيسن، لارسا، كيش، إشنونونا، نيبور، اريدو، لكش، أوما (سومر) ، أوروك، أكشاك وأداب (مدينة) ، وتم دمجهم في بابل. بقيت آشور غير متأثرة بظهور الحثيين والميتانيين إلى الشمال من آشور، والكاشيين الذين استولوا على بابل من مؤسسيها الأموريين. بعد تأمين حدودها من جميع الجوانب، دخلت آشور فترة هادئة وسلمية في تاريخها الذي استمر لقرنين ونصف من الزمن. وكان ظهور إمبراطورية ميتاني في سنة 1600 قبل الميلاد أدي في نهاية المطاف إلى فترة قصيرة من الهيمنة المتقطعة للحوريين والميتانيين. يُعتقد أن في حوالي 1500 ق.م. غزت الشعوب الناطقة باللغات الهندوأوروبية المنطقة وشكلت الطبقة الحاكمة على الحوريين الأصليين في شرق الأناضول. حيث كان الحوريون يتكلمون لغة معزولة، أي لا سامية ولا هندوأروبية.

## أصل التسمية
تم تسمية بلاد آشور على اسم عاصمتها الأولى مدينة آشور. ومدينة أشور هي نفسها كانت قد سميت على اسم إلهها الراعي «آشور». كانت آشور تُعرف أحيانًا باسم «ازوهينوم»، قبل ظهور دولة مدينة آشور، والتي يشار إليها بعد ذلك باسم «آشورايو». و«أشور» يمكن أن تشير أيضًا إلى المنطقة الجغرافية للوطن الآشوري، تقريبًا أي ما يعادل أراضي الإمبراطورية الآشورية القديمة، وأرض الآشوريين الحاليين الناطقين باللغة الآرامية. ويشير العلماء إلى أن سوبارتو ربما كان اسمًا مبكرًا لآشور على طول نهر دجلة ومزيداً من النهر في بلاد ما بين النهرين، على الرغم من وجود العديد من نظريات أخرى تضعها في بعض الأحيان أبعد قليلاً إلى الشمال والغرب أو الشرق داخل مجرى نهري دجلة والفرات.

## المستوطنات

### العواصم

#### آشور
أصبحت آشور عاصمة الدولة الآشورية من سنة 2025 قبل الميلاد حتى سنة 1754 ق.م. ومن سنة 1681 ق.م. 1379 ق. تم اكتشاف أقدم بقايا للمدينة في أسس معبد عشتار وكذلك في القصر القديم. في حوالي عام 2025 قبل الميلاد، أسس بوزور آشور الأول سلالة جديدة، وخلفاؤه مثل إيلو شوما وإيريشوم الأول وسرجون الأول تركوا نقوشاً تتعلق ببناء المعابد للآلهة آشور وأدد وعشتار في تلك المدينة.
تطورت مدينة آشور بسرعة لتصبح مركزاً للتجارة، وعبدت الطرق التجارية من المدينة إلى الأناضول، حيث أنشأ التجار من آشور مستعمرات تجارية. كانت هذه المستعمرات الآشورية في آسيا الصغرى تسمى كاروم، وكان يتم مقايضتها في الغالب بالقصدير والصوف. في مدينة آشور، أقيمت أول معابد كبيرة لإله المدينة آشور وإله الطقس آداد. كانت آشور عاصمة إمبراطورية شمشي أدد الأول (حوالي 1754 قبل الميلاد - 1721 قبل الميلاد). وسع سلطة المدينة ونفوذها إلى ما وراء وادي نهر دجلة، وخلق ما يعتبره البعض بمثابة الإمبراطورية الآشورية الأولى. في هذه الفترة، تم بناء القصر الملكي الكبير، وتم توسيع معبد آشور وتوسيعه مع بناء زقورات.
انتهت هذه الإمبراطورية عندما قام الملك الأموري حمورابي البابلي، بدمج المدينة في إمبراطوريته القصيرة العمر بعد وفاة إشمي داغان الأول عام 1681 قبل الميلاد، واعتبر الملوك الآشوريين الثلاثة التاليين مجرد أقطاعيي تابعين لمملكة بابل. وأًصبح الملك المسمى أداسي ملكاً على البابليين والأموريين في آشور وسوريا عام 1720 قبل الميلاد، ومع ذلك لا يعرف إلا القليل من خلفائه، سوى انه تم تم إعادة بناء المدينة القديمة. بعد عدة قرون، في عهد الملك بوزور آشور الثالث، عندما تم إعادة تأهيل المدينة ودمجت الأحياء الجنوبية في دفاعات المدينة الرئيسية.
أقيمت معابد إله القمر سين وإله الشمس شمش عام 1490 ق. ثم تم إخضاع المدينة من قبل ملك ميتاني، شوشتار سنة 1450 قبل الميلاد، الذي أزال أبواب المعبد الذهبية والفضية وأخذها إلى عاصمته واشوكاني كغنائم. حتى أطاح آشور أوباليط الأول بميتاني سنة 1365 قبل الميلاد، واستفاد الآشوريون من هذا التطور من خلال السيطرة على الجزء الشرقي من أراضي ميتاني، ومن ثم ضم الأراضي الحثية والبابلية والأمورية والحورية.

#### تل ليلان

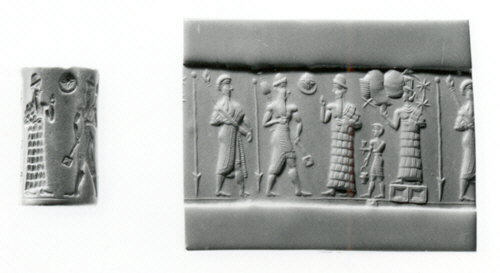
ختم اسطواني يعود لسنة 1820–1730 قبل الميلاد ، سوريا

كانت (شوباط-إنليل) قد أصبحت عاصمة آشور (1754-1681) قبل الميلاد. وكانت شوباط إنليل تعرف باسم «شيخنا» سنة 2000 قبل الميلاد. غزا شمشي أدد الأول المنطقة (حوالي 1754 ق.م. - 1721 ق.م.) وضمها إلى آشور، وأعاد احياء موقع «شيخنا» المهجور، وغير تسميتها من شيخنا إلى «شوباط إنليل»، وتعني في اللغة الأكادية القديمة «سكن الإله إنليل».
تم بناء قصر ملكي ومعبد أكروبوليس في المدينة، وكان فيها شارع مستقيم مرصوف يؤدي إلى بوابة المدينة. كانت هناك أيضاً منطقة سكنية مخطط لها وكانت المدينة بأكملها محاطة بجدار. فقدت المدينة مكانتها بعد سقوط بلاد آشور بيد البابليين، وحتى بعد أن هزم البابليون وتم طردهم من آشور على يد الملك الآشوري آداسي، لم يعاد احياء شوباط-إنليل وتم نقل العاصمة الآشورية إلى وطنها التقليدي في آشور.
من بين العديد من الاكتشافات المهمة في شوباط-إنليل، يوجد أرشيف يضم 1100 قرصاً طينياً سماوياً يحتفظ به حكام المدينة. يعود تاريخ هذه الاقراص لسنة 1700 قبل الميلاد وسجل المعاملات مع دول ما بين النهرين وكيف عملت إدارة المدينة. أًصبحت شوباط-إنليل مدينة مهجورة سنة 1681 قبل الميلاد.

### مدن أخرى

#### نينوى

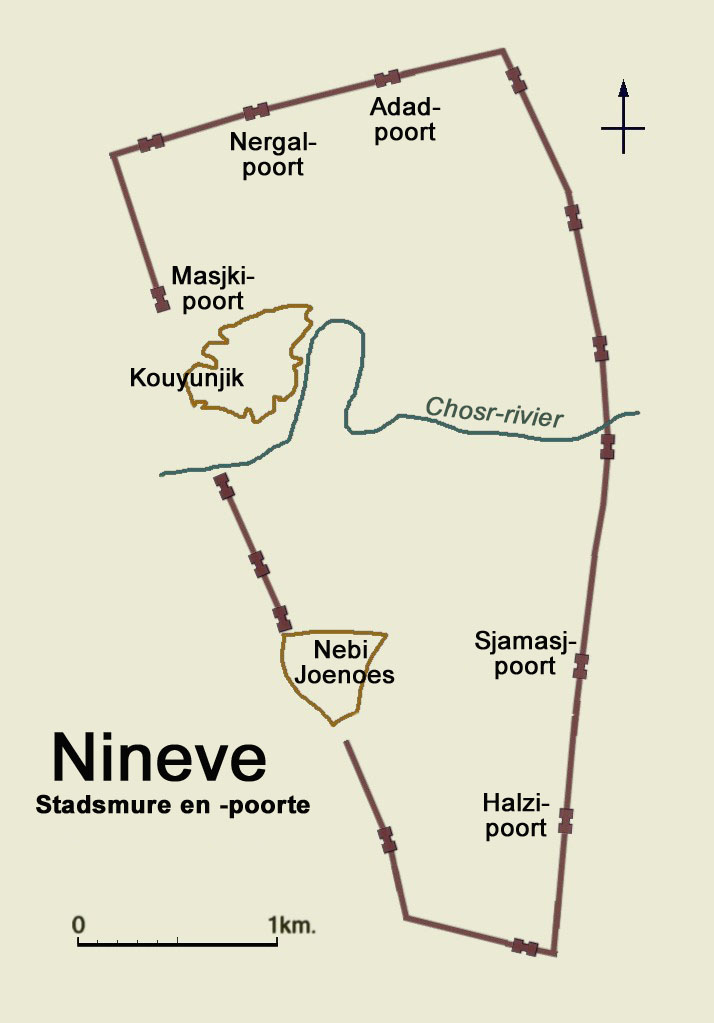
خـريطة نينوى وجدرانها وبواباتها

كانت نينوى مدينة آشورية قديمة في أعالي بلاد ما بين النهرين. يذكر التاريخ نينوى في عهد شمشي أدد الأول (حوالي 1754 ق.م. - 1721 ق.م) كمركز للعبادة للإلهة عشتار، وهذا ما أعطى المدينة أهمية كبيرة في مرحلة مبكرة. تم إرسال تمثال الإلهة إلى الفرعون المصري أمنحتب الثالث (1386 ق.م. - 1349 ق.م.)، بأوامر من ملك ميتاني. أصبحت مدينة نينوى الآشورية واحدة من المدن التابعة لميتاني لمدة نصف قرن حتى عام. 1378 ق.

#### كاروم
أنشأ التجار الآشوريون كاروم التي كان يطلق عليها اسم «كاروم كانيش»، وتعني «مستعمرة مدينة كانش تجارية» باللغة الآشورية حوالي (1974 - 1836) قبل الميلاد. و كاروم  بالسومرية تعني «رصيف، ميناء، منطقة تجارية»، وهي صيغة جمع لكلمة  كارو  والتي تعني «تحصين (ميناء)، كاسر الأمواج».
المستوطنات الاستعمارية الصغيرة إلى جانب المدن الأناضولية التي دفعت الضرائب لحكام المدن سنة 1960 قبل الميلاد، وكان من بينه: كانش عنكاوا، وحتوساس. كان هناك أيضا مراكز تجارية أصغر يبلغ عددها ما يقارب العشرين مركزاً. الإشارات المبكرة للكارو، تأتي من خلال نصوص إبلا. على وجه الخصوص عندما أبرم الوزير المعروف باسم إبريوم المعاهدة المعروفة بين علماء الآثار بـ«المعاهدة بين إبلا وآشور»، أو «المعاهدة مع أبرسال».
لم تكن العملة مخترعة في ذلك الوقت، لذلك استخدم التجار الآشوريون الذهب لتجارة الجملة والفضة لتجارة التجزئة. وكان الذهب يعتبر ثماني مرات أكثر قيمة من الفضة. ولكن كان هناك معدن واحد أكثر قيمة من الذهب. يُطلق عليه اسم الـ«أموتوم»، واختلف العلماء حول هذا المعدن، لكن الرأي الغالب الآن قد قصد به القصدير. وكان أكثر من أربعين مرة قيمة من الفضة. كان تصدير الأناضول الأكثر أهمية هو النحاس، وكان التجار الآشوريون يبيعون القصدير والملابس إلى الأناضول.

##### كاروم كانيش

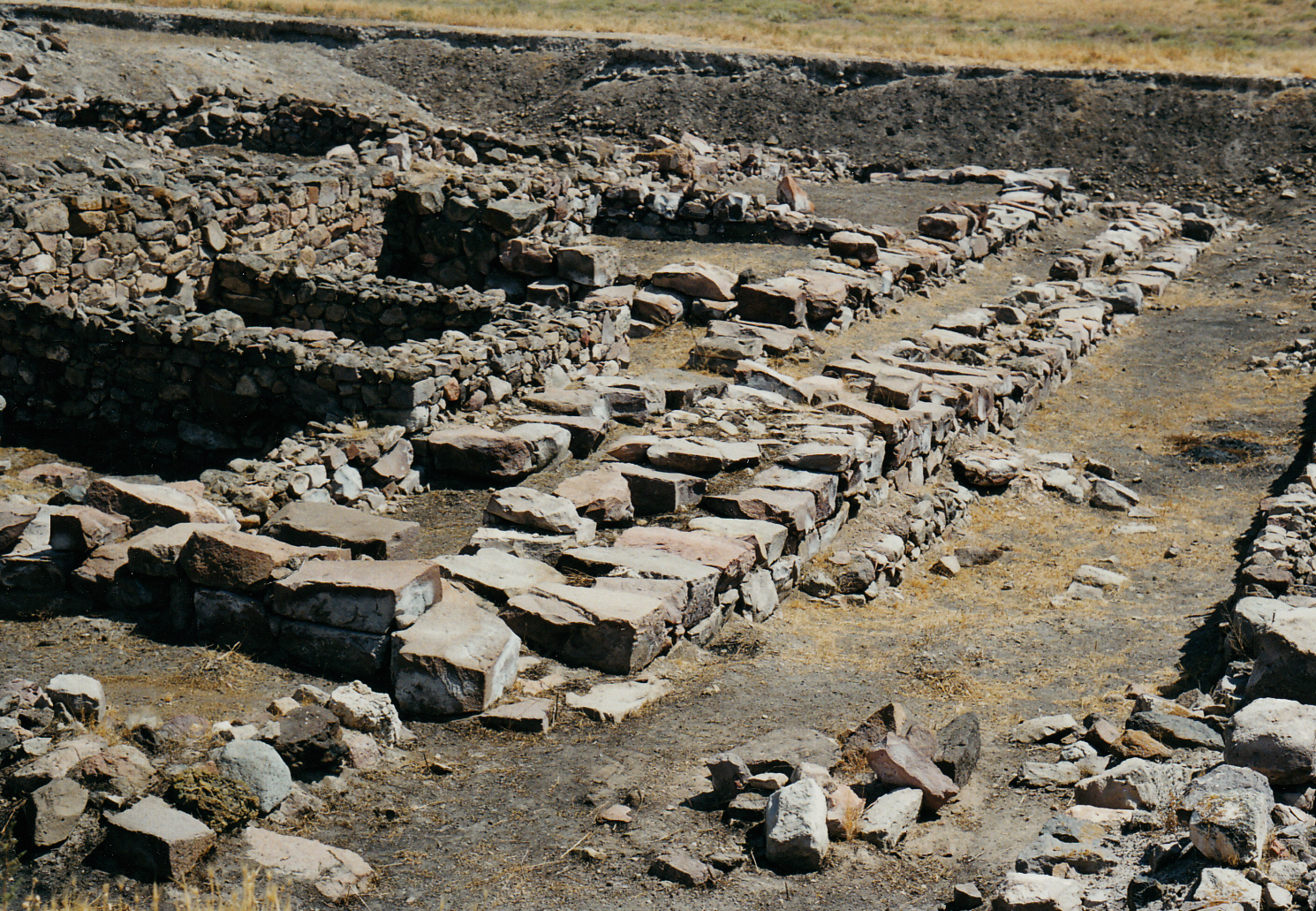
قصر حثي في كولتبه.

كانت كاروم مركز اهتمام المسؤولين المحليين ليستخدمها التجار الآشوريين في وقت مبكر دون دفع ضرائب، طالما بقيت البضائع داخل كاروم. يبدو أن كانيش كان بمثابة "المركز إدارة وتوزيع لشبكة مستعمرة آشورية بأكملها في الأناضول. كانت كاروم يسكنها جنود وتجار من آشور لمئات السنين، حيث كانوا يتاجرون بالقصدير والصوف المحليين للمواد الفاخرة. والمواد الغذائية والتوابل والأقمشة المنسوجة من الوطن الآشوري ومن عيلام. متخصصون في الحرف اليدوية في كانيش في أوعية الشرب الفخارية، في أشكال الحيوانات، التي كانت تستخدم في كثير من الأحيان للطقوس الدينية.

خريطة تبين مركزية الأناضول خلال عصر «كاروم».

تعتبر النصوص الي اكتشفت في مدينة كول تبه هي أقدم الوثائق الموجودة في بلاد الأناضول. وكانت الكلمات والأسماء في هذه النصوص باللغة الحثية التي تعتبر أقدم سجل موجود لأي لغة من اللغات الهندو-أوروبية. ومع إن معظم الأدلة الأثرية المكتشفة متوافقة مع الثقافة السائدة في بلاد الأناضول أكثر من الآشورية، لكن استخدام كل من الكتابة المسمارية والمصطلحات الآشورية هو أفضل دليل على الوجود آشوري في نلك المنطقة. حتى الآن، تم استخراج أكثر من 20,000 لوح مسماري من الموقع.
دام الوجود التجاري الآشوري في كانيش، من 1950ق.م حتى 1650ق.م تقريباً، كانت كانيش في أثنائها عقدة مواصلات المركز الرئيس لشبكة التجارة الآشورية في آسيا الصغرى. وكانت كانيش تفصل في المنازعات بين التجار، وأحياناً بين التجار الآشوريين وغيرهم من المحليين. كما قام التجار الآشوريون باستثمار المناجم، واحتكروا بيع النحاس المحلي، وقاموا بتصنيع البرونز مع القصدير ذي الأصل القوقازي، وأتوا بالأقمشة من بلاد مابين النهرين. وعلى الرغم من أن هؤلاء التجار الآشوريون اعتمدوا العديد من جوانب الحياة الأناضولية المحلية، الا أنهم جلبوا معهم أدوات الكتابة من الواح طينية ومظاريف وأختام أسطوانية من بلاد ما بين النهرين لاستخدامها في تسجيل المعاملات التجارية. وباستخدام نسخة مبسطة من نظام الكتابة المسمارية المتطور، قام التجار بتتبع القروض وكذلك الصفقات التجارية والنزاعات، وأرسلوا رسائل إلى اسرهم وشركاء اعمالهم في آشور. وتوفر هذه النصوص المسمارية أيضا معلومات عن التاريخ السياسي الأكبر للإمبراطورية الأشورية ومدن الأناضول، فضلا عن تفاصيل من الحياة اليومية للآشوريين والأناضولين الذين لم يقتصر اختلاطهم على العمل جنبا إلى جنب، بل إلى التزاوج والانجاب.
تم تدمير كانيش بواسطة حريق عام 1836 ق.م. والتي ينسبها البعض إلى غزو مدينة آشور على يد ملوك إشنونة؛ وكان السكان قد تركوا معظم ممتلكاتهم وراءهم، والتي عثر عليها فيما بعد على يد علماء الآثار في العصر الحديث. وتم الحفاظ على الآلاف من النصوص المخزونة في المكتبات المنزلية لمدينة كانيش الاثرية عندما دمرها حريق عام 1836 قبل الميلاد، لتقدم لنا لمحة عن التعاملات التجارية والاجتماعية المعقدة والمتطورة التي وقعت في الشرق الأدنى خلال بداية الألفية الثانية قبل الميلاد. تضمنت المكتشفات العديد من الألواح الطينية المفخورة، بعضها محاط بأظرف من الطين مختومة بأختام أسطوانية. وتسجل هذه الوثائق الأنشطة المشتركة بين المستعمرات مثل التجارة بين المستعمرات الآشورية ودولة مدينة آشور، وبين التجار الآشوريين والسكان المحليين. وكانت هذه التجارة تديرها العائلات وليس الدولة.
ومن الواضح أن العلاقة بين الجالية الأشورية الثرية وبين السكان المحليين وحكامهم لم تكن على ما يرام، وهذا ما أدى بالنتيجة إلى تدمير وإحراق كاروم كانيش والمستوطنات التابعة لها على أيدي الدولة الحثية التي ستوحد قريباً كل مدن آسيا الصغرى، وتأسيس إمبراطورية مترامية الأطراف. ومع زوال الوجود الأشوري توقفت عجلة الاقتصاد في كبادوكيا، وتراجع جزء من الإسهام الحضاري والثقافي الرافديني في منطقة الأناضول التي دخلت في عصر الظلام.
أعيد بناء كانيش على أنقاض المدينة القديمة وأصبحت مرة أخرى مركزًا تجاريًا مزدهرًا في الفترة ما بين (1798 قبل الميلاد و 1740 قبل الميلاد). واصبحت هذه التجارة تحت سيطرة إيشمي داغان (حوالي 1721 قبل الميلاد - 1681 قبل الميلاد)، الذي وضعها تحت سيطرة آشور عندما فتح والده شمشي أدد الأول (حوالي 1750 ق.م. - 1721 ق.م.) ايكالاتوم وآشور. لكن تم تدمير كانيش مرة أخرى بالنيران التي نسب بعضًا منها حرق كانيش الثاني لسقوط آشور على يد الملكي البابلي الكبير حمورابي (حوالي 1696 ق.م. - 1654 ق.م.).

#### عنكوا
كانت عنكاوا مستوطنة حثية وهاتية في وسط الأناضول. إلى جانب حتوساس وكتبة، كانت عنكوا واحدة من العواصم التي حكم الملوك الحثيين منها. يرجع العلماء والباحثين غلى أن عنكوا هي أنقرة في الوقت الحاضر لأسباب إشتقاقية، ولكن تم اكتشاف مصادر حثية تضع مكان المستوطنة على طول الانحناء الجنوبي لنهر نهر قيزيل إرماك. ويرى بعد الباحثين انها أليشار هيو التي تقع في الموقع الأثري الذي يقع بالقرب من قرية أليشار التركية. حيث احتلت أليشار هويوك من العصر النحاسي (حوالي 5000 قبل الميلاد - 3300 قبل الميلاد)إلى فترة العصر البرونزي (حوالي 3300 قبل الميلاد - 1200 قبل الميلاد.). تم العثور على ألواح مسمارية مكتوبة بالنص المسماري الآشوري القديم في كابادوكيا. وذكرت اسم «عنكوا» في تلك الأقراص مما تسبب في تكهنات بأن الموقع الأثري هو عنكوا المذكورة في النصوص الحثية الأخرى.
على بعد حوالي اثني عشر كيلومتراً شمال غرب أليشار هويوك، يوجد موقع أثري مهم آخر يدعى شادار هويوك. وقد حددت الحفريات هذا الموقع بشكل مبدئي مع مدينة زيبالاندا الحثية. دليل على أول مستوطنة معروفة في شادار هويوك هو ان الكربون المشع يرجع تاريخها إلى العصر النحاسي (حوالي 5000 قبل الميلاد - 3300 قبل الميلاد)؛ ومع ذلك، قد يكون الاحتلال الحثي جاء في وقت أبكر من ذلك، ويعود إلى العصر الحجري الحديث (حوالي 5500 قبل الميلاد.) وعاد مرة أخرى العصر البرونزي المتأخر (حوالي 1550 ق.م. - 1200 ق.م.)، تم حفر الموقع من عام 1927 إلى 1932 من قبل فريق من «المعهد الشرقي في شيكاغو». واستؤنفت أعمال التنقيب في عام 1992، بقيادة رونالد غورني كجزء من «مشروع أليشار الإقليمي»، على الرغم من أن معظم الأعمال كانت موجودة في شادار هويوك القريب.

#### حتوساس
كانت حتوساس عاصمة الإمبراطورية الحثية في أواخر العصر البرونزي. وتقع أنقاضها حالياً بالقرب من بوغاز كوي، داخل الحلقة الكبيرة لنهر قيزيل إرماك. غطت المدينة في ذروتها 1.8 كيلومتر مربع وتضم جزءاً داخلياً وخارجياً، وكلا الجزئين كانا محاطين بمسار ضخم من الجدران التي أقيمت في عهدالملك الحثي سابيليوليوما الأول لا يزال قائماً حتى وقتنا الحالي. وقد غطت المدينة الداخلية مساحة تبلغ حوالي 0.8 كيلومتر مربع واحتوت من قبل على قلعة بها مباني إدارية كبيرة ومعابد.
وشملت المناظر الطبيعية المحيطة بالمدينة الحقول الزراعية الغنية وأراضي التلال للمراعي والغابات. ولا تزال الغابات الصغيرة موجودة خارج المدينة، ولكن في العصور القديمة، كانت أكثر انتشارًا. هذا يعني أن السكان لديهم مخزون ممتاز من الأخشاب عند بناء منازلهم وغيرها من المباني. زودت الحقول الناس بمحاصيل الكفاف من القمح والشعير والعدس. كما تم حصاد الكتان، ولكن المصدر الرئيسي للملابس كان الصوف. كما اصطادوا الغزلان في الغابات، ولكن هذا ربما كان ترفاً محفوظاً للنبلاء. الحيوانات الأليفة المقدمة اللحوم.
أبكر آثار للمستوطنة التي تقع على الموقع تعود لسنة 6000 ق. في عام 2000 قبل الميلاد، تم إنشاء مستوطنة للسكان الأصليين على ما يبدو في مواقع كانت محتلة حتى قبل ذلك، في الموقع الذي يشار له باسم «حتوش». أنشأ التجار الآشوريين في آشور مركزًا تجاريًا فيها، حيث أقاموا في الحي المنفصل في المدينة سنة 1900 قبل الميلاد حتى ج. 1700 قبل الميلاد. يقع مركز شبكتهم التجارية في كاروم كانيش. وتطلبت المعاملات التجارية في حتوساس حفظ السجلات التجارية فقدمت شبكة التجارة القادمة من آشور الكتابة إلى حتوساس على الطريقة المسمارية.
تشهد الطبقة المتفحمة الظاهرة في الحفريات على حرق وتدمير مدينة حتوساس سنة 1700 قبل الميلاد. يبدو أن الطرف المسؤول عن ذلك هو الملك الحتي أنيتا ملك كوششار، الذي نسب الفعل إلى نفسه من خلال نقش كتب عليه:
بعد جيل واحد فقط، اختار ملك يتحدث اللغة الحثية كمكان إقامة وعاصمة له. كانت اللغة الحثية تكتسب متحدثين على حساب اللغة الهاتية بمرور الوقت. حتى أصبح الهاتيين حثيين بفعل الاحتكاك، وأتخذ الملك اسم حاتوسيلي الأول، «نسبة إلى حتوساس».
تشير التقديرات الحديثة إلى أن سكان المدينة في ذلك الوقت يتراوح عددهم بين أربعين ألفاً وخمسين ألفاً؛ في الفترة المبكرة، كانت المدينة الداخلية تضم ثلث هذا العدد. اختفت المنازل السكنية المبنية من الآجر والطين، تاركة فقط الجدران المبنية بالحجارة على المعابد والقصور. تشير الحفريات إلى أن حتوساس تم التخلي عنها تدريجياً على مدار عدة عقود بعدما تفككت الإمبراطورية الحثية. أحد أهم الاكتشافات في الموقع هو المحفوظات الملكية المسمارية للأقراص الطينية، التي تتألف من المراسلات والعقود الرسمية، فضلاً عن المدونات القانونية والإجراءات الخاصة بطقوس العبادة والنبوءات والأدب في الشرق الادنى القديم. على الرغم من أن ثلاثين ألفًا أو نحو ذلك من الأقراص الطينية المستخرجة تشكل المجموعة الرئيسية للأدب الحيثي، فقد اظهر هذا الأرشيف في ذلك الحين وجود مراكز أخرى في الأناضول، مثل طابكا وسابينوا.

## الحكومة
حوالي سنة 2400 قبل الميلاد، الملوك الآشوريون كانو رعويين وزعماء مثلهم في ذلك مثل العديد من الدول في بلاد ما بين النهرين، كانت آشور إلى حد كبير، أوليغارشية وليست ملكية. السلطة كانت تعتبر مقتصرة على آشور وكان للنظام السياسي ثلاثة مراكز رئيسية للسلطة هي: مجلس شيوخ، وحاكم وراثي ، واسم مستعار.

### الشاروم
كان لا ينبغي أن يُشار إلى الحاكم بالمصطلح المعتاد عليه (شاروم) والتي كانت تعني «الملك» ب اللغة الأكدية؛ وبدلا من تلقب الحكام الآشوريين بلقب محفوظ الآله راعي المدينة: اشور.

### اشي آك آشور
تم تعيين الحاكم كـ «خادم للإله لأشور» حيث تم استعارة مصطلح «اشي آك» (أي الخادم) من الكلمة السومرية إينسي. إينسي هو عنوان باللغة السومرية يعين حاكم أو أمير دولة مدينة. ترأس «اشي آك آشور» مجلس الشيوخ ونفذ قراراته. حمل خلفاء بوزور آشور الأول لقب «اشي آك آشور» نائب الوصي لراعي المدينة الإله آشور ، كما هو إينسي. ظلت المؤسسة الحاكمة تتبنى هذه الصيغة كطقوس احتفالية طوال تاريخ الملكية الآشورية.

### سجلات الليمو
كان ينتخب موظفي سجلات الليمو سنوياً بواسطة القرعة. وعلى الرغم من أن طريقة اختيار كانت ديمارية، لكن على الأرجح إنها كانت بين مجموعة محدودة ، مثل رجال الأسر الأكثر بروزًا أو ربما أعضاء في مجلس المدينة. استخدم الآشوريون اسم «ليمو» لذلك العام لتعيين السنة على الوثائق الرسمية. كان الليمو مسؤولاً عن الإدارة الاقتصادية للمدينة التي شملت سلطة احتجاز الأشخاص ومصادرة الممتلكات. في بداية عهد أي ملك آشوري ، يرأس الليمو موظف ملكي معين يشرف على مهرجان رأس السنة الجديدة في العاصمة.

### نظام التقويم المسمى
كان نظام التقويم عن طريق الاسم المستعار لنظام التقويم الآشوري لأكثر من ألف عام ، حيث ارتبط كل عام باسم معين (اسم مستعار)، ليممو الشخص الذي يشغل المنصب. يُعتقد أن نظام التقويم قد نشأ في مدينة آشور القديمة ، وظل نظام التقويم الرسمي في آشور حتى نهاية الإمبراطورية الآشورية الحديثة في عام 605 قبل الميلاد. كان يتم اختيار أسماء مسؤولي الليمو بالقرعة حتى سنة 1000 قبل الميلاد ، حيث أصبح ثابت بصورة دورية ومتناوبة لضباط برئاسة الملك الذي كان ينصب الليمو بنفسه. وأصبح يستخدم في المستعمرات الآشورية الأخرى في الأناضول. كان انتشاره يرجع إلى توحيد شمشي أدد الأول بلاد ما بين النهرين العليا (حوالي 1754 قبل الميلاد - 1721 قبل الميلاد).

## الثقافة

### اللغة
تطور تعايش ثقافي حميم جداً بين الشعب السومري والإمبراطورية الأكدية، والذي تضمن ثنائية اللغة على نطاق واسع جداً سنة 2400 قبل الميلاد. وكان تأثير السومرية على الأكادية (والعكس صحيح) واضح في جميع المجالات ، من الاقتراض المعجمى على نطاق واسع ، إلى التقارب النحوي والمورفولوجي والفونولوجي. وقد دفع هذا التقارب العلماء للإشارة إلى أن السومرية والأكادية سنة 2400 قبل الميلاد باعتباره مفترق طرق. حيث حلت اللغة الأكادية تدريجياً محل اللغة السومرية باعتبارها اللغة المحكية لبلاد ما بين النهرين بين سنة 2400 ق.م. و 2000 ق.م. (التاريخ الدقيق هو موضوع نقاش)، ولكن استمر استخدام اللغة السومرية كلغة مقدسة ، احتفالية ، أدبية وعلمية. في العصور القديمة تحدث الآشوريون لهجة اللغة الأكادية ، وهي الفرع الشرقي للغات السامية. تم كتابة النقوش الأولى التي كانت تدعى الآشورية القديمة في العصر الآشوري القديم.

### الكتابة
تعد الكتابة المسمارية واحدة من أقدم أنظمة الكتابة عبر التاريخ ، والتي تتميز بعلاماتها على شكل إسفين على ألواح من الطين ، مصنوعة من قصب حاد على شكل قلم مستدق الطرف. وظهر هذا النوع من الكتابة في سومر سنة 3500 قبل الميلاد ، بدأت الكتابة المسمارية على شكل نظام من الرسم الصوري. حوالي عام 3000 قبل الميلاد أصبحت الرسوم التصويرية مبسطة وأكثر تجريدية حيث زاد عدد الأحرف المستخدمة. ومن ثم تم تكييف النص السومري الأصلي لكتابة اللغات الأكادية والآشورية والحثية.
خضعت الكتابة المسمارية لتغييرات كبيرة على مدار أكثر من ألفي عام. توضح الصورة أدناه تطور علامة "SAG" الرأس :
المراحل:
1. يظهر الرسم التصويري كما تم رسمه سنة 3000 ق.م.
2. يظهر الرسم التصويري استدارة كما هو مكتوب سنة 2800 ق.م.
3. يعرض الحرف الرسومي المجرد في النقوش الأثرية القديمة ، من سنة 2600 ق.م.
4. علامة كما هي مكتوبة على الطين ، معاصرة للمرحلة 3.
5. يمثل سنة 2000 قبل الميلاد.
6. يمثل التوثيق الآشوري القديم اعتباراً من سنة 1990 قبل الميلاد ، كما اعتمدها الحثيين.
7. هي علامة مبسّطة كما كتبها الكتبة الأشوريون سنة 1000 قبل الميلاد ، وحتى انقراض النظام الكتابي.

.

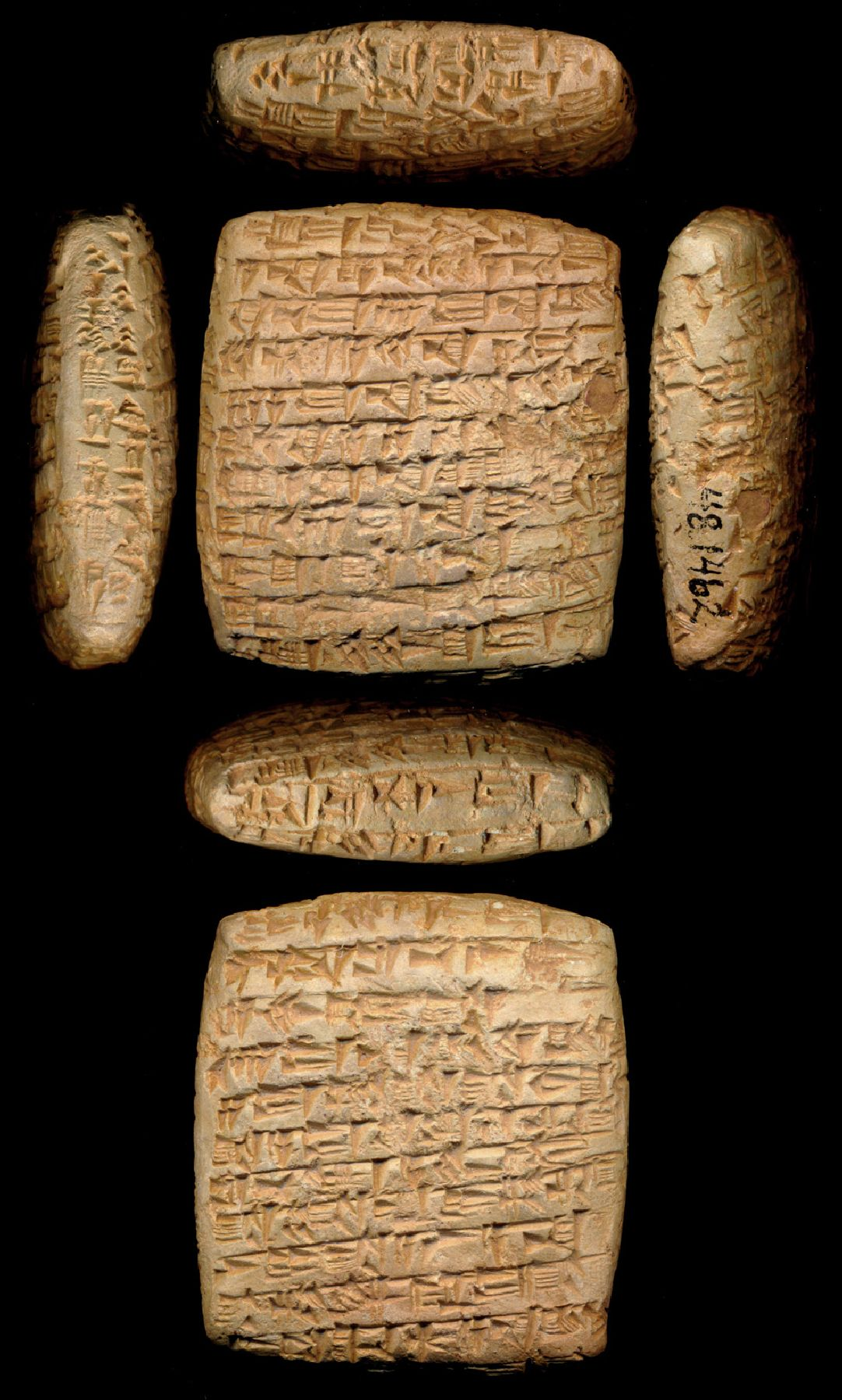
حوالي 20,000 لوحي طيني تم العثور عليه في كاروم كانيش

كانت الوثائق الأولى مكتوبة بشكل لا لبس فيه في التاريخ السومري إلى سنة 3000 ق.م. في جمدة نصر. في الأصل كانت الصور التوضيحية إما مرسومة على ألواح من الطين في أعمدة عمودية ذات قلم قصب حاد أو تم شقها بالحجر. افتقر هذا النمط المبكر إلى شكل قلم المسمار الحاد. تُعرف بعض العلامات التي تشير إلى أسماء الآلهة والبلدان والمدن والسفن والطيور والأشجار وما إلى ذلك بعناصر محددة ، وكانت علامات السومرية للمصطلحات المعنية ، كما تم إضافتها كدليل للقارئ. استمرت الأسماء الصحيحة في الكتابة عادةً بطريقة رسم لفظي.
تم اعتماد النص المسماري العتيق من قبل الإمبراطورية الأكادية منذ عام 2500 ق.م. وبحلول عام 2000 ق.م. تطورت لتصبح الكتابة المسمارية الآشورية القديمة ، مع العديد من التعديلات على الهجاء السومري. استخدمت اللغات السامية معادلاتها للعديد من العلامات التي تم تشويهها أو اختصارها لتمثيل قيم جديدة لأن الطبيعة المنهجية للنص كما صقلها السومريون لم تكن بديهية للمتحدثين بالسامية.
في هذه المرحلة ، تم تقليل الصور التوضيحية السابقة إلى مستوى عالٍ من التجريد ، وكانت تتألف من خمسة أشكال مسمارية أساسية فقط: أفقية ورأسية واثنين من الأقطار ووالأسهم الرأسية بطرف القلم.
يطلق على الفترة ما بين 2000-1700 ق.م. بالسومرية المتأخرة ، وقد أستمر استعمال اللغة السومرية كلغة محكية في أجزاء من جنوب بلاد وادي الرافدين وخصوصاً المنطقة المحيطة بنيبور، ولكن استمر استعمالها بكثافة كلغة مكتوبة في النصوص القانونية والادارية وفي النقوش الملكية (وغالباً كانت النصوص ثنائية اللغة سومرية – أكدية). وقد كتبت في هذه الفترة أيضاً العديد من النصوص التي حفظت شفوياً من الأزمنة القديمة، التي وجدت الآن ولأول مرة شكلها الكتابي السومري، ومن بينها حتى الرواية السومرية لأجزاء محددة من ملحمة كلكامش المعروفة.
ما بعد عام 1700 ق.م. لم تعد تستعمل السومرية كلغة محكية ، ولكنها تتداول كلغة مكتوبة على مستوى واسع في الأكدية البابلية في جنوب بلاد مابين النهرين والآشورية في الشمال. وبمرور الزمن صارت السومرية تلعب دوراً مهماً فقط في لغة المعارف والعبادة والأدب.

### الدين
مثل بقية شعوب بلاد ما بين النهرين ، اتبع الآشوريون ديانة بلاد ما بين النهرين القديمة ، ومع وجود الإله القومي آشور على رأس الإمبراطورية الآشورية القديمة. بالإضافة تاى وجود الآلهة رئيسية أخرى داخل الإمبراطورية الآشورية القديمة مثل: عشتار، أدد، سين، نينورتا، نرغال ، ونينليل. تأثرت الهندسة المعمارية الآشورية ، مثلها في ذلك مثل بابل ، بالأساليب السوميرو-أكادية (وإلى حد ما ميتاني)، لكنها طورت في وقت مبكر أسلوبها المميز. كانت القصور مزخرفة بالديكورات الملونة على الجدران ، كما تم تطوير عمليات قطع الختم (فن تم تعلمه من ميتاني). قامت مدارس الكتبة بتدريس اللهجات البابلية والآشورية للغة الأكادية ، وكانت الأعمال الأدبية السومرية والأكادية غالباً ما يتم نسخها بنكهة آشورية.

#### الآلهة
كان آشور كبير آلهة آشور في ديانة بلاد ما بين النهرين، وكان يعبد بشكل رئيسي في بلاد ما بين النهرين العليا التي شكلت آشور القديمة. كان الإله آشور شكلاً مؤلهاً من أشكال مدينة آشور، التي يعود تاريخها إلى عام 2600 قبل الميلاد ، واصبحت عاصمة الإمبراطورية الآشورية القديمة. خلال الفترات المختلفة من الغزوات الآشورية ، مثل إمبراطورية ما بين النهرين العليا لشمشي أدد الأول (حوالي 1754 ق.م. - 1721 ق.م.) كانت الدعاية الإمبراطورية الآشورية قد أعلنت سيادة آشور وأعتبرت أن الشعوب المهزومة قد هجرتها آلهتهم . لم يكن للإله أشور عائلة في الأصل ، ولكن نظرًا لأن العبادة كانت تحت تأثير جنوب بلاد ما بين النهرين ، فقد أصبح يُعتبر بمثابة الإله الآشوري المعادل للإله إنليل الإله الرئيسي لنيبور، الذي كان الإله الأكثر أهمية من بين بلاد ما بين النهرين من سنة 2990 قبل الميلاد ، حتى جاء حمورابي في بابل (حوالي 1696 ق.م.-1654 ق.م.) وقام بتأسيس السلالة البابلية الأولى، وجعل مردوخ يحل محل إنليل كإله رئيسي في جنوب بلاد ما بين النهرين. أما في بلاد ما بين النهرين العليا، استوعب الإله آشور زوجة إنليل (نينليل) وأولادها (نينورتا) و (زابابا) - وهذه العملية بدأت سنة 1390 ق.م.
رموز آشور تشمل:
1. قرص مجنح مع قرون ، مرفقًا به أربع دوائر تدور حول دائرة متوسطة ؛ أشعة تموج تسقط من جانبي القرص.
2. دائرة أو عجلة ، معلقة من الأجنحة ، وإحاطة محارب رسم القوس له لتفريغ السهم.
3. نفس الدائرة ؛ القوس المحارب. ومع ذلك ، يحمل في يده اليسرى ، في حين أن اليد اليمنى مرفوعة كما لو أن يبارك عباده. يحتوي المعيار الآشوري الذي ربما يمثل العمود العالمي ، على القرص المثبت على رأس الثور مع قرون. يشغل الجزء العلوي من القرص محارب ، يبرز رأسه وجزء من القوس ونقطة سهمه من الدائرة. أشعة الماء المتتالية هي على شكل حرف V ، ويحتل الثوران وهما يشبهان أشعة النهر ، الانقسامات المتكونة على هذا النحو. هناك أيضًا رأسان - أسد ورجل - لهما أفواه متقطعة ، والتي قد ترمز إلى العواصف ، أو القوة المدمرة للشمس ، أو مصادر نهري دجلة والفرات. يعتبر جاسترو أن القرص المجنح هو "رمز أنهر وأكثر أصالة من أشور كإله شمسي". ويصفه بأنه "قرص شمسي مع أشعة بارزة"، ويقول: "لهذا الرمز تمت إضافة المحارب مع القوس والسهم. - اليأس الذي يعكس الروح القتالية للإمبراطورية الآشورية.[23]

#### أدد
كان أدد إله الطقس في ديانة بلاد ما بين النهرين القديمة. وذكر أحيانًا في بعض النصوص إن أدد هو ابن إله القمر سين من نينغال وأخو شمش وعشتار. وهو أيضًا أحيانًا ابن إنليل. وكان قرين شالا إله الحبوب ، والذي يرتبط أيضًا أحيانًا بالإله داغان. وكان حيوان أدد الخاص هو الثور.
يقدم أدد جانبين في التراتيل ، التعويذة ، والنقوش النذرية. من ناحية ، هو الإله الذي من خلاله يأتي المطر في الموسم المناسب ، ويتسبب في أن تصبح الأرض خصبة ، ومن ناحية أخرى ، فإن العواصف التي يرسلها تسبب الفوضى والدمار. يتم تصويره على النصب التذكارية والأختام الأسطوانية (أحيانًا مع خوذة قرنية) مع البرق والصاعقة (أحيانًا في شكل رمح)، وفي التراتيل ، تسود الجوانب الكئيبة للإله على وجه العموم. إن ارتباطه بإله الشمس «شمش»، بسبب التركيبة الطبيعية بين الإلهين الذين يتناوبان في السيطرة على الطبيعة ، يؤدي إلى تشبعه ببعض الصفات التي تنتمي إلى الإله الشمسي. أصبح شمش وأدد مجتمعين آلهة النبؤة والعرافة بشكل عام.

## التاريخ

### سلالة بوزور آشور الأول
من المتوقع أن يكون بوزور آشور الأول (حوالي 2025 ق.م.) قد أطاح بكيكيا بواسطة انقلاب عسكري وأسس سلالة آشورية أستمرت لمدة ثمانية أجيال (أو 216 عامًا) حتى إيريشوم الثاني، التي أطاح بها الأموري شمشي أدد الأول. ترك أحفاد بوزور آشور الأول نقوش تخلد ذكره فيما يتعلق ببناء المعابد للآلهة مثل آشور وأدد وعشتار في آشور. فترة حكم بوزور آشور الأول غير معروف. من الواضح أن الاسم آشوري (بمعنى «خادم آشور» يميزه عن أسلافه الثلاثة المباشرين على قائمة ملوك آشور، والذين ربما يحملون أسماء غير سامية ، ومنذ ذلك الحين الأسماء أمورية «الملوك الأسلاف» (يمكن ترجمتها أيضًا باسم «الملوك الذين يعرفزن بالآباء»)، وغالباً ما يتم تفسيرها على أنها قائمة من أسلاف شمشي أدد. ويرفض هيلدغارد ليفي ، الذي يكتب في تاريخ كامبريدج القديم ، هذا التفسير ويرى بوزور آشور الأول كجزء من سلالة أطول بدأها أحد أسلافه ، سوليلي. تربط نقوش بوزور آشور الأول بخلفائه المباشرين ، الذين ، وفقًا لقائمة الملوك الآشوريين ، يرتبطون بالملوك التاليين وصولاً إلى إريشوم الثاني.
شالم أخي (حوالي 2025 ق.م. - 1995 م)، نجل وخليفة بوزور آشور الأول، هو أول حاكم مستقل يشهد له في نقش معاصر. في منحوتة ذات طابع قديم وغريب مكتوبة بالآشورية القديمة على قطعة مرمرية عثر عليها خلال الحفريات الألمانية في آشور تحت إشراف عالم الآثار الألماني فالتر أندريه ، وهذا النموذج الوحيد لنقوشه المعاصرة التي يسجل فيها أن الإله آشور «طلب منه» بناء معبد وكان لديه «أحواض بيرة ومنطقة تخزين» مبنية في «منطقة المعبد». وقد حكم خلال فترة عندما كانت شركات التجار الآشورية الناشئة تتفرع إلى الأناضول لتجارة المنسوجات والقصدير من آشور مقابل الفضة Shalim-ahum and his successors bore the title išši’ak aššur, vice regent of Assur, as well as ensí. حمل شالم أخي وخلفاؤه لقب «آشي آك آشور»، نائب الوصي آشور ، وكذلك أينسي.
إيلو شوما، نقش دنغر-سوما (حوالي 1945 قبل الميلاد - 1906 قبل الميلاد)، وهو ابن وخليفة شالم أخي على عرش آشور، ومعروف من كتابه (موجود في عدة نسخ) حيث يدعي أنه «غسل النحاس» و «ثبت الحرية» للأكديين في دول المدن السومرية مثل أور ونيبور ودير. وقد أخذ هذا من قبل بعض العلماء ما يدل على أنه قام بحملات عسكرية في جنوب بلاد ما بين النهرين للتخفيف عن رفاق بلاد ما بين النهرين من غزوات الأموريين والعيلاميين. ومع ذلك ، يعتقد المؤرخ (م. تولي لارسون) أن هذا يمثل محاولة لجذب التجار من جنوب بلاد آشور بامتيازات وإعفاءات ضريبية لاحتكار تبادل النحاس من الخليج بالقصدير من الشرق. وبالتالي فإن المدن المذكورة هي طرق القوافل الرئيسية الثلاثة التي كانت السلع ستنقلها بدلاً من طرق الحملات الملكية. وتضمنت نشاطات إيلو شوما الإنشائية بناء معبد عشتار القديم ، وسور المدينة ، وتقسيم المدينة إلى قطع أراضي وتحويل تدفق الينابيع إلى بوابات المدينة «أوشوم» و «ويرتم».
إيريشوم الأول (نقشت «مي-ري-شو»، أو «مابين-اش» في نصوص لاحقة ولكن دائمًا مع تبدأ بحرف (إي=E) أولي في ختمه الخاص ، والنقوش ، وخلفاءه المباشرين):40 “he has desired,” (1906 ق.م.-1876 ق.م.)، خليفة أبيه إيلو شوما ، توسعت بقوة المستعمرات الآشورية في آسيا الصغرى خلال فترة حكمه الطويلة. وقام بإناشاء الكاروم على طول الطرق التجارية المؤدية إلى الأناضول في مدينة كانيش السفلى ، آانكوا ، حتوساس ، وثمانية عشر موقعاً آخر لم يتم تحديد مكانها بعد ، وأخضع بعض الدول وجعلها تابعة لها. وازدهرت تجارة القصدير والمنسوجات واللازورد والحديد والأنتيمون والنحاس والبرونز والصوف والحبوب. تحيي نقوشه المعاصرة ذكرى العديدة من الأعمال مثل ؛ بناءه لمعبد آشور ، المسمى بـ«الثور الوحشي» مع فناءه ، وشملت الإنشاءات المدنية الأخرى معبد عشتار ومعبد أدد.
بنى إكونوم (حوالي 1876 ق.م.- 1861 ق.م.)، خليفة أبيه إيلو شوما معبداً رئيسياً للإله نينغال. عزز تحصينات مدينة آشور وحافظ على المستعمرات الآشور في آسيا الصغرى. فيما يلي ستة عشر مسؤولًا عن الليمو تم تعيينهم سنويًا من من سنة تنصيب إكونوم حتى وفاته ، وهم: بوزي بن أدد رابي (1876 ق.م)، شولي بن شالما (1875 ق.م)، إدن سوين بن شالماه (1874 ق.م)، أيكونوم بن شوديا (1873 ق.م)، ودان وير ابن أهوي (1872 ق.م)، وشو-أنوم بن نيرابتيم (حوالي عام 1871)، وإل ماسو بن آشور-تاب (1870 ق.م)، وشو هوبر بن شولي (1869 ق.م)، وإدوا بن شوليلي (1868 ق.م)، ولاقيب بن بوزور-لابا (1867 ق.م)، وشو - أنوم الخبيرو (1866 ق.م)، أوكو بن بيلا (1865 ق.م)، وآشور مالك بن باناكا (1864 ق.م)، ودان آشور ابن بوزور وير (1863 ق.م)، وشو كوبوم ابن أهو أهي (1862 ق.م)، إيريشيوم نجل أيدين اشور (حوالي 1861 ق.م).
سرجون الأول أو شاروكين الأول (1861 ق.م- 1822 ق.م)، تولى حكم الإمبراطورية الآشورية القديمة خلفاً لأبيه إكونوم. ربما كان أسم سرجون قد سمي على اسم سرجون الأكدي. واسم «سرجون» يعني «الملك شرعي» بالأكادية. يُعرف سرجون الأول بعمله في إعادة تأهيل مدينة آشور. ولكن المعلومات المعروفة عن هذا الملك هي قليلة جداً.
جاء بوزور آشور الثاني (1822 ق.م- 1814 ق.م) خلفاً لوالده سرجون الأول ، وحكم الإمبراطورية الآشورية القديمة لمدة ثماني سنوات. نظرًا لحكم والده الطويل ، وصل إلى العرش في سن متأخرة لأن أحد أبنائه ، يدعى «إيلي بني» كان شاهدًا في إحد العقود قبل أحد عشر عامًا من تنصيب والده بوزور آشور الثاني ملكاً على آشور.
كان الملك نرام سين أو نرام سوين (1814 ق.م - 1760 ق.م)، المنقوش اسمه بالمسمارية على ختم معاصر له باسم دنا-را-آم-دين.زو ، هو إينسي أو (واكلوم) الوكيل لآشور (دا-شور)، أدرج إسمه ملك آشور السابع والثلاثين على قائمة الملوك الآشوريين اللاحقة ، حيث تم تسجيله منا-رام-دين.زو ، وخلف والده بوزور آشور الثاني ، وسمي إسمه على اسم نرام سين الأكدي الشهير ، مثل جده سرجون الأول الذي استعار إسماً أكدياً. ويخلط البعض بينه وبين نرام سين الذي حكم إشنونا لمدة اثني عشر عامًا تقريبًا ، الذي خلف آبق-أدد الثاني الذي حكم لفترة طويلة. كانت دولة مدينة آشور التي ورثها أصبحت فيما بعد محوراً لشبكة التجارة في ذروة نشاط الإمبراطورية الآشورية القديمة ، وعلى الرغم من تدمير مركز التجارة في كانش خلال فترة حكمه ، إلا أن التجارة استمرت على ما يبدو في مكان آخر. تسجل قائمة الملوك الآشوريين أن شمشي أدد الأول، "ذهب بعيداً إلى بلاد بابل في زمن نرام سين. ولم يعود حتى أخذ مدينة إكلاتوم، ثم توقف لمدة ثلاث سنوات ثم أطاح به إيريشوم الثاني (1760 ق.م.-1754 ق.م.) ابن وخليفة نارام سين.

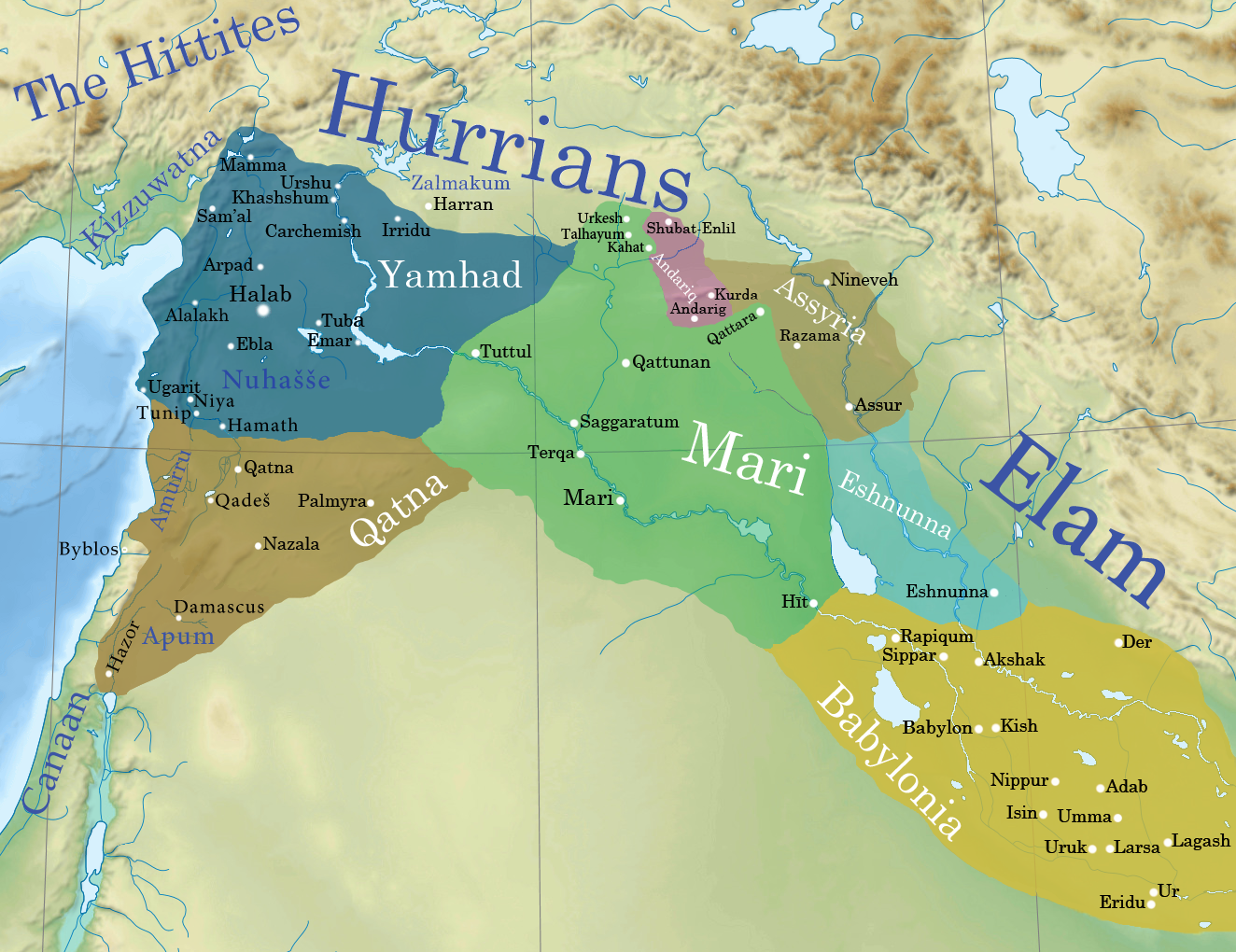
خريطة توضح الوضع السياسي حول آشور (باللون الاخضر) والقوى العظمى المعاصرة الأخرى في المنطقة مثل: بلاد بابل ، ماري ، اشنونة ، أنداريج ويمحاض وقطنا قبل فتوحات شمشي أدد الأول (ما بين 1754 ق.م. - 1721 ق.م.)

### أعالي بلاد ما بين النهرين
ورث شمشي أدد الأول (1754 ق.م.- 1721 ق.م.) العرش في إكلاتوم من والده إيلا كبكابو سنة 1785 ق.م. اضطر الفرار إلى بابل عندما هاجم نارام سين ملك إشنونة مدينة إكلاتوم سنة 1761 ق.م. قام شمشي أدد بغزو بلاد آشور وسيطر على مدينة شيخنا المهجورة منذ فترة طويلة (في شمال شرق سوريا)، وحولها إلى عاصمة إمبراطورية بلاد ما بين النهرين ، وأعاد تسميتها إلى «شوباط إنليل»، وأصبح الملك الأموري الأول لآشور سنة 1754 قبل الميلاد. قام شمشي أدد بوضع أبنائه في مواقع جغرافية رئيسية ومنحهم مسؤولية مراقبة تلك المناطق. بينما بقي في شوباط إنليل ، وعين ابنه الأكبر إشمي داغان على عرش إكلاتوم.
كان هدفه الرئيسي هو التوسع في مدينة ماري التي تسيطر على طريق القوافل بين الأناضول وبلاد ما بين النهرين. اغتيل ملك ماري «يخدون ليم» من قبل عبيده ، أو ربما بناءاً على أوامر شمشي أدد الذي انتهز الفرصة واحتل مملكة ماري سنة 1741 ق.م ، وعين شمشي أدد ابنه الثاني ياسماخ أدد على عرش ماري، ثم عاد إلى شوباط إنليل. ومع ضم ماري كان شمشي أدد يسيطر على إمبراطورية كبيرة تشمل كامل بلاد ما بين النهرين.
على الرغم من كون إشمي داغان كان حاكماً قديراً على الأغلب ، لكن يبدو أن شقيقه ياسماخ-أدد كان رجلًا ضعيف الشخصية ؛ وهذا الشيء مما أشعر الأب «شمشي أدد» بخيبة أمل لا توصف. فقد انتهج شمشي أدد الأول بوضوح سياسة صارمة على تصرفات أبنائه ، كما هو موضح في رسائله الكثيرة الموجهة إليهم. في وقت من الأوقات رتب زواجاً سياسياً بين إبنه الأمير «يسماخ أدد» الأميرة «بيلتوم» ابنة حليفه الملك «إشكي أدد» ملك قطنا. لكن كانت الزوجة الأولى لـ«يسماخ أدد» زوجة قيادية ، ونتيجة لذلك هبطت بيلتوم زوجته الثانية إلى موقع ثانوي في القصر. مما أغضب شمشي أدد على ياسماخ-أدد لرفضه اتباع الأوامر ، وأجبره على بقاء بيلتوم بجانبه في القصر.
قام دادوشا ملك دولة أشنونة المجاورة بالتحالف مع شمشي-أدد الأول من أجل احتلال المنطقة الواقعة بين نهري الزاب الأعلى والأسفل سنة 1727 ق.م ، وتم الاحتفال بهذه الحملة العسكرية للقوات المشتركة على لوحة النصر التي تنص على أن دادوشا يعطي الأراضي لشمشي أدد. لكن شمشي أدد انقلب لاحقًاً على دادوشا من خلال مهاجمة المدن بما في ذلك شادوبوم ونيربتوم. بعد وفاة شمشي أدد الأول ، استولت إشنونة على عدة مدن حول آشور.
خلف إشمي داغان الأول (1721 ق.م-1681 ق.م) والده شمشي أدد الأول ، جعل عاصمة المملكة في منطقة نفوذه في إكلاتوم وحكم من خلالها المنطقة الجنوبية الشرقية لبلاد ما بين النهرين ، بما في ذلك مدينة آشور. وكان التحدي الرئيسي لإشمي داغان الأول هو إبقاء أعدائه تحت السيطرة ؛ إلى الشرق منه كانت سفوح جبال زاغروس ، التي يسكنها شعوب رعوية حربية ، وإلى الجنوب مملكة آشنونة في بلاد ما بين النهرين. على الرغم من أن والده اعتبره رجل ذكي وفطن وكان يثنى عليه وهو يضحك على شقيقه ياسماخ-أدد في رسالئله لهم ، لكن لم يستطع إشمي داغان تحمل إمبراطورية أبيه لفترة طويلة بعد وفاة والده. وتقلصت دولته حتى أصبحت تشمل آشور وإكلاتوم فقط ، وعلى الرغم من شنه للعديد من الهجمات المضادة لمحاولة استعادة منطقة أعالي نهر الخابور.

### سلالة بابل الأولى

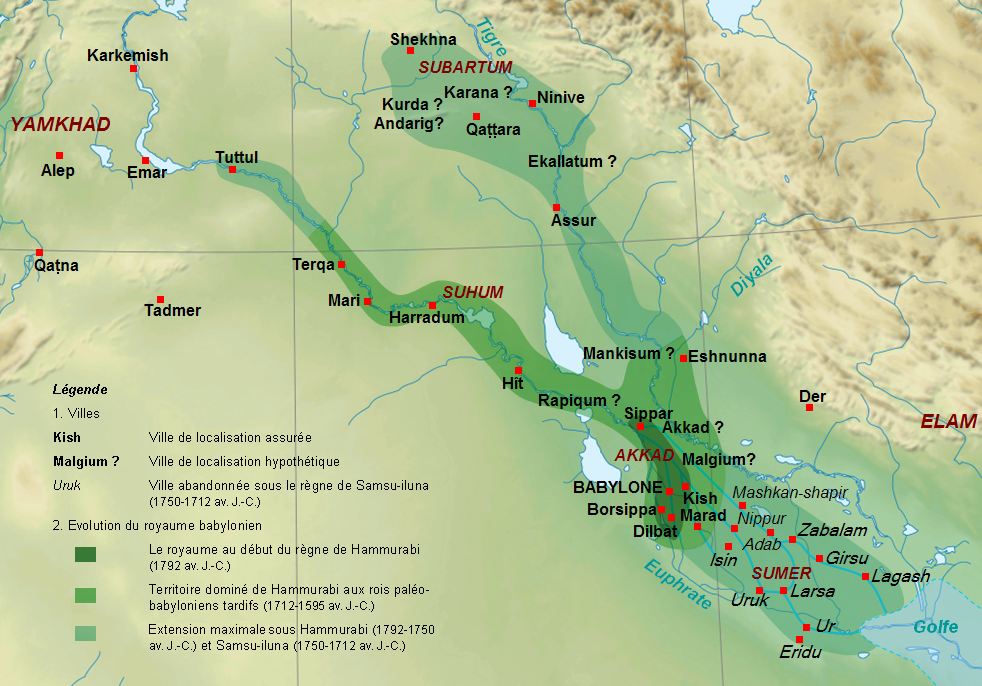
خريطة للشرق الأدنى القديم تُظهر دولة المدينة آشور داخل أراضي الإمبراطورية البابلية الأولى في عهد الملك حمورابي وعهد خليفته وإبنه الملك سمسو إيلونا (باللون الأخضر) سنة 1654 ق.م

خلف موت أشكور (1681 ق.م-1671 ق.م)والده إشمي داغان الأول، وكان والده قد رتب له زواج سياسي ابنة الملك الحوري «زازيا». قام الملك البابلي حمورابي (1696 ق.م- 1654 ق.م) بغزو ماري ولارسا وإشنونة، وفي نهاية المطاف أخضع مملكة موت أشكور الآشورية. توقفت مع وصول حمورابي مختلف مستعمرات الكاروم في الأناضول عن نشاطها التجاري - ربما لأن البضائع الآشورية أصبحت تُتداول مع البابليين -. نجت الملكية الآشورية من السقوط. ومع ذلك ، فإن الملوك الأموريين الثلاثة الذين خلفوا إشمي داغان الأول (بما في ذلك موت أشكور) كانوا تابعين وخاضعين للبابليين في عهد حمورابي.
ريموش(1671 ق.م-1665 ق.م)المدرج في قائمة الملوك الآشوريين التي يظهر فيها على إنه الملك البديل، وهو خليفة لـ«إشمي داغان الأول» وربما من نسله ، والظاهر إن اسمه نسبة للملك الثاني للإمبراطورية الأكادية ريموش الأكدي (2214 ق.م-2206 ق.م). وهذا ما يعكس المدى الذي ارتبط به شمشي-أدد وخلفاؤه بسلالة أكد المرموقة ، على الرغم من أن ريموش السابق كان قد اغتيل على ما يبدو على أيدي رجال من حاشيته ، وفقًا لسلسة باريتو الأثرية ، حيث واجه نهاية مخزية إلى حد ما. ونتج عن هذه الأحداث زوال السلالة التي شهد لها نقش واحد فقط ، الذي كتبه بوزور سين
```
نائب الحاكم الآشوري الذي تفاخر بالإطاحة بابن 
أسينوم
 سليل شمشي أدد الأول.
[
43
]
 حيث على ما يبدو حصول اضطرابات داخلية حيث تولى السلطة سبعة من المغتصبين وتولى كل منهم الحكم لفترة قصيرة قبل الإطاحة به. وكان أسينوم (حوالي 1665 ق.م) ملكًا أموريًا من نسل شمشي أدد مؤسس السلالة الأمورية الأجنبية القصيرة لم يذكر إسمه في لائحة الملوك الآشورين لكن تم ذكره في نقش بوزور سين ، وعلى ما يبدو إن أصولهم الغير آشورية سببت إستياء شديد للغاية من قبل السكان المحليين وفقاً لنقش لوح مرمر تركه بوزور سين. ومن الممكن أن بوزور سين كان ملكًا آشوريًا غير موثق له في قائمة الملوك. على العموم ، قام بوزور سين بخلع أسينوم للسماح للملك الآشوري الأصلي 
آشور دوغول
 بالاستيلاء على العرش بعد فترة من الحرب الأهلية وتبع هذا الحدث نهاية النفوذ البابلي والأموري على آشور سنة 1665 قبل الميلاد.
```

استولى آشور دوغول (1665 ق.م.- 1659 ق.م.) على العرش بعد سلالة أمورية لا تحظى بشعبية بين السكان. تقول قائمة المولك الآشوريين عن آشور دوغول إنه «ابن لا أحد ، بدون حق على لعرش» مما يعني أنه لم يكن من أصل ملكي وبالتالي غير مؤهل للحكم وفقًا لمبدأ الشرعية الأبوية الذي اعتمد عليه الملوك الأسلاف . خلال حكم آشور دوغول ، يوجد ستة ملوك آخرين ، حيث تذكر اللائحة «حكم أبناء لا أحد في ذلك الوقت». وهذا ما قد يوحي بتفتيت المملكة الآشورية الصغيرة ، مع مطالبات المدعين المنافسين على العرش. لم يتمكن آشور دوغول من الاحتفاظ بالسيطرة لفترة طويلة ، وسرعان ما تم إزاحته من قِبل منافس آخر هو آشور أبلا إدي.
كان أداسي (1659 ق.م.-1640 ق.م.) «ابن لا أحد» آخر الملوك السبعة اللذين وردت أسماؤهم في قائمة الملوك الآشوريين، حيث عرفوا بـ (المغتصبين السبعة) لعرش آشور. تمكن من قمع الاضطرابات الداخلية وإعادة استقرار الوضع في آشور. خلال فترة حكمه أخرج بلاد آشور من دائرة النفوذ البابلي والأموري بالكامل. وبدأت السلطة البابلية في التراجع بسرعة في بلاد ما بين النهرين بعد ثورة الأقليم السومري-الأكدي على بابل وتأسيس سلالة القطر البحري. وسُميت السلالة الأداسية في آشور باسم أداسي.

### الأسرة الأداسية
بدأت الإمبراطورية البابلية القصيرة العمر بالانهيار بعد وفاة حمورابي، وفقدت بابل السيطرة على آشور في عهد خليفة حمورابي سامسو إيلونا (1750 ق.م-1712 ق.م). بعد فترة من الحرب الأهلية التي تلت ذلك ، وتم عزل أسينوم (حفيد شمشي-أدد الأول وآخر حاكم آموري لآشور) في حوالي عام 1732 قبل الميلاد من قِبل نائب حاكم آشوري أصلي قوي يدعى بوزور سين، الذي اعتبر آسينوم أجنبيًا والتابع لبابل.
استولى ملك أصلي يدعى آشور دوغول على العرش عام 1732 قبل الميلاد ، من المحتمل أن يكون بمساعدة بوزور سين. ومع ذلك كان غير قادر على الاحتفاظ بالسيطرة لفترة طويلة ، وسرعان ما تم عزله من قبل المدعي المنافس آشور أبلا إدي. تلا ذلك عدم استقرار داخلي مع أربعة ملوك آخرين (ناصر سين، سين نامير، إقبي عشتار، أدد صلالو)، وكلهم حكموا في تتابع سريع على مدى فترة ست سنوات تقريبًا بين عامي 1732 و 1727 قبل الميلاد. ويبدو أن بابل كانت عاجزة في ذلك الوقت عن التدخل أو الاستفادة من هذا الموقف.
أخيراً ، ظهر ملك يدعى أداسي (1726 ق.م.- 1701 ق.م.) إلى الواجهة سنة 1726 قبل الميلاد وتمكن من تهدئة الاضطرابات المدنية واستقرار الوضع في آشور. قاد آداسي إخراج بلاد آشور من دائرة النفوذ البابلي والأموري خلال فترة حكمه ، وبدأت القوة البابلية في التلاشي بسرعة في بلاد ما بين النهرين ككل ، وفقدت أيضًا أقصى جنوب بلاد ما بين النهرين (سومر القديمة) لصالح الشعوب الأكدية الأصلية وتأسيس سلالة القطر البحري. على الرغم من ذلك نجح الأموريين بأن يحتفظوا بالسيطرة على بابل الضعيفة والفاقدة لجميع اراضيها حتى عام 1595 قبل الميلاد ، عندما تم الإطاحة بهم من قِبل الكاشيين، وهم أقوام قدموا من جبال زاغروس كانوا يتكلموة لغة معزولة ولم يكونوا من الساميين أو الأقوام الهندو-أوروبية.
كان آداسي ملكًا آشورياً ، وكان الأخير في سلسلة من سبعة ملوك حددتهم قائمة الملك الآشوري كمغتصبين للعرش الآشوري ، الذي حكم من 1718 قبل الميلاد حتى 1699 قبل الميلاد بعد طرد الأموريين الذين حكموا بابل من آشور. ويُنسب إليه في قائمة الملك الآشوري استقرار آشور وتحريرها من الحرب الأهلية والتأثير الأموري. سُميت أسرة أداسي الآشورية باسمه.
خلف أداسي في الحكم أبنه بيل باني (1700 ق.م.–1691 ق.م.) الذي يُنسب إليه في السجلات الآشورية في إلحاق المزيد من الهزيمة بالبابليين والأموريين ، وتعزيز المملكة واستقرارها. بلاني ، ونقش أسمه «با ناني» وتعني «الرب هو الخالق» بالآشورية ، وكان أول حاكم لما سمي فيما بعد بالسلالة الأداساية. عهده يصادف افتتاح مرحلة تاريخية جديدة في أعقاب الاضطراب في المطالبات المتنافسة من المغتصبين السبعة الذين سبقوه. كان الملك الثامن والأربعين الذي ظهر على قائمة الملك الآشوري وحكم لمدة عشر سنوات.
ثم جاء ليبايا (1630 ق.م. - 1613 ق.م.) الذي كان ربما ابن أو شقيق بي باني ، وحكمت آشور بفترة سلمية وآمنة ومستقرة نسبياً دون وجود عائق من قبل جيرانها الحثيين ، الهاتيين ، الحوريين ، الأموريين ، البابليين ، العلاميين ، والميتانيين. وقد خلف بيل باني في أسرة أداسي التي جاءت إلى الواجهة بعد طرد البابليين والأموريين من آشور العديد من الملوك الذين لا يُعرف الكثير عنهم ؛ مثل شارما أدد الأول (1613 ق.م. - 1602 ق.م.) وإبطار سين (1602 ق.م. - 1590 ق.م)، بزايا (1590 ق.م.- 1562 ق.م.)، لولايا (1562 ق.م. - 1556 ق.م.)، شو نينوا (1556 ق.م. - 1542 ق.م.)، شارما أدد الثاني (1542 ق.م. - 1539 ق.م.)
ومن المحتمل أن يكون إبطار سين شقيقًا لكل من أسلافه ليبايا وبيل باني وكان هو الملك الآشوري الحادي والخمسين وفقًا لقائمة المولك الآشوريين. وحكم لمدة 12 عامًا في القرن السابع عشر قبل الميلاد.
بزايا (حوالي 1590 ق.م. - 1562 ق.م.)، وهو ابن إبطار سين أو بيل باني ، كان الملك الثاني والخمسين على قائمة الملك الآشوري. حكم لمدة ثمانية وعشرين عامًا ولم يترك نقوشًا معروفة.
كان لولايا (حوالي 1562 ق.م. - 1556 ق.م) «ابن لا أحد»، ملك أشور الثالث والخمسين الذي أضيف إلى قائمة الملوك الآشوريين. لقد كان «ابن لا أحد» أي لا علاقة له بملك سابق ، وحكم 6 سنوات .
شو نينوا (حوالي 1556 قبل الميلاد - 1542 قبل الميلاد)، ابن بازايا ، خلف المغتصب المفترض لولايا. لا توجد نقوش معاصرة لحكمه. تم تسجيله باعتباره معاصرا لأكوردوانا من سلالة بابل الثانية. وتسجل قائمة الملوك الآشوريين أنه حكم لمدة 14 عامًا قبل أن يخلفه أبناؤه. كان أبناءه كل من شارما أدد الثاني وإيريشوم الثالث.
يذكر شمشي أدد الثاني (1529 قبل الميلاد - 1526 قبل الميلاد)، ابن وخليفة شو نينوا (حوالي 1542 قبل الميلاد - 1529 قبل الميلاد)، من خلال قائمة الملوك المتزامنة أن لديه ثماني ملوك كاشيين معاصرين له. يبدو أن آشور نيراري الأول (1547-1522 قبل الميلاد) لم يكن منزعجاً من إمبراطورية ميتاني التي تأسست حديثًا في آسيا الصغرى أو الإمبراطورية الحثية أو بابل خلال فترة حكمه التي استمرت 25 عامًا. من المعروف أنه كان ملكاً نشطاً ، حيث قام بتحسين البنية التحتية وعمر المعابد وقام بإجراء مشاريع بناء مختلفة في جميع أنحاء المملكة.
إشمي داغان الثاني (1526 ق.م. - 1510 ق.م.) ابن وخليفة شمشي أدد الثاني ، كان حاكمًا غامضًا لآشور في خضم عصر مظلم. وهو معروف فقط من خلال قائمة الملوك الآشوريين. والعلاقة مع خليفته غير مؤكدة ، حيث تصف بعض النسخ بأن والد شمشي أدد الثالث بأنه إشمي داغان الثاني ، شقيق شارما أدد الثاني، الذي كان بدوره نجل شو نينوا.
آشور نيراري الأول (حوالي 1510 ق.م. - 1484 ق.م.)، نجل وخليفة إشمي داغان الثاني ، الذي عاصر ملك بابل الكاشي كشتيلياش الثالث. ذكرت قائمة ملوك آشور أنشطته الإنشائية ، مع أربعة نقوش قصيرة تحيي ذكرى بناء معبد بيل بريا بالطوب المسترجع من الوادي القديم ، وترميم ساحة أبارو وإعادة بناء معبد سين-شمش. لقد حكم في فترة سلمية وهادئة من التاريخ الآشوري بين الإطاحة بالبابليين والأموريين بواسطة بوزور سين سنة 1732 ق.م. وصعود ميتاني في العام 1450 ق.م.
بوزور آشور الثالث (حوالي 1484 قبل الميلاد - 1460 قبل الميلاد)، ابن وخليفة آشور نيراري الأول ، هو أول ملك آشوري يظهر في التاريخ المتزامن ، حيث يوصف بأنه معاصراً لملك بابل الكاشي بورنا بورياش الأول. لقد قام بالكثير من أعمال إعادة البناء في آشور ، وتم إعادة تحضير المدينة ودمج الأحياء الجنوبية في دفاعات المدينة الرئيسية. وأقام معابد لإله القمر سين (نانا) وإله الشمس شمش خلال فترة حكمه. وقع معاهدة مع بورنا بورياش الأول ملك بابل الكاشي ، حددت فيها حدود الدولتين في أواخر القرن السادس عشر قبل الميلاد. وخلفه في الحكم إنليل ناصر الأول (1497–1483 قبل الميلاد) والذي بدا أنه كان يتمتع بفترة سلمية وهادئة ، وكذلك خلفه نور إيلي (1482–1471 قبل الميلاد).
آشور شادوني (حوالي 1448 ق.م.)، ابن وخليفة نور إيلي ، حاكم آشور لمدة «شهر كامل». لا يزال هناك عدم يقين بشأن تاريخ حكمهه ، حيث أن الملوك الآشوريين اللاحقين لهما أطوال حكمهم غير معروفة ، حيث قاموا بفصله بشكل فعلي عن أسلافه في التسلسل الزمني لقائمة الملوك الآشورية اللاحقة. على الرغم من عدم وجود نقوش معاصرة موجودة له أو لسلفه المباشر أو خلفائه ، إلا أن اسمه يظهر في اثنين من قوائم الملوك الآشورية وبصورة باهتة في نهاية العمود الأول من قائمة الملك المتزامن في المستوى الذي يوجد به أحد الخلفاء قد يفترض أن يظهر لللملك البابلي الكاشي كشتيلياش الثالث. تصف قائمة الملوك بأنه قد تمت الإطاحة به: «خلع من العرش العرش الذي استولى عليه».
استولى آشور رابي الأول (حوالي 1448 قبل الميلاد - 1430 قبل الميلاد)، ابن إنليل ناصر الأول، على العرش بعد انقلاب على أشور شادوني.
ظلت آشور قوية وآمنة. عندما تم فصلها عن بابل وإسقاط حكامها الأموريين على يد الإمبراطورية الحثية ، ثم سقطت بابل بعد ذلك على يد الكاشيين في عام 1595 قبل الميلاد ، ولم تتمكن كلتا القوتين من شق الطريق إلى آشور ، ويبدو أنه لم تكن هناك مشكلة بين أول حاكم كاشي لبابل أغوم الثاني والملك الآشوري أيريشيوم الثالث (1598-1586 قبل الميلاد)، وتم توقيع معاهدة سلام بين الحاكمين.

### ميتاني

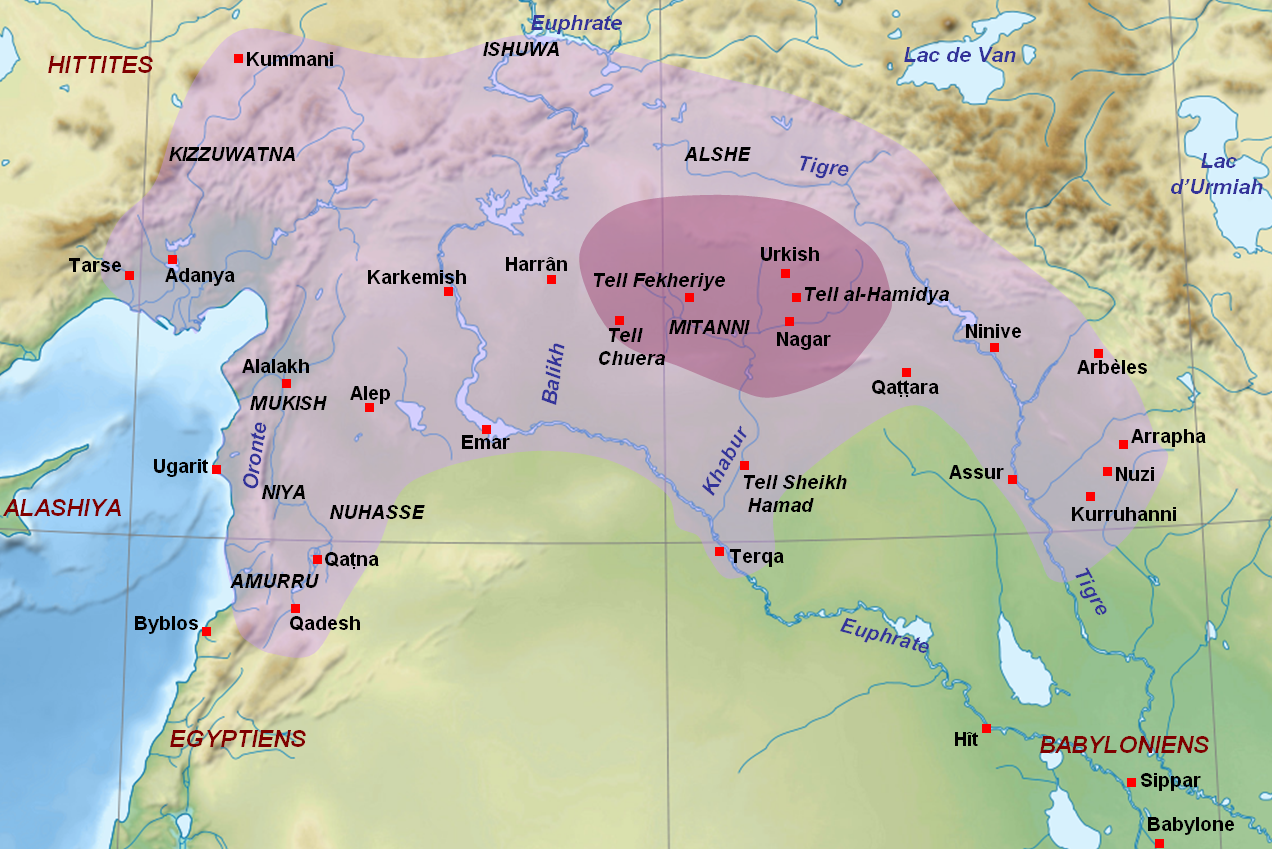
خريطة لـ الشرق الأدنى القديم تُظهر دولة مدينة آشور داخل أراضي أمبراطورية ميتاني (باللون الأرجواني الداكن) ومناطق تمدد ميتاني (باللون الأرجواني الفاتح) سنة 1430 ق.

ظهور ميتاني سنة 1500 قبل الميلاد أدى بالنهاية إلى فترة قصيرة من الهيمنة المتقطعة لميتاني سنة 1450 ق. يُعتقد أن الناطقين باللغة الهند-أوربية يتحدثون عن غزو وتشكيل الطبقة الحاكمة على الحوريين الأصليين في شرق الأناضول. (كان الحوريون يتحدثون لغة معزولة وهي واحدة من عائلة اللغات الأفروآسوية ولا ينتمون لعائلة اللغات الهندو-أوروبية]]) هناك العشرات من النصوص المسمارية لبلاد ما بين النهرين من هذه الفترة ، مع ملاحظات دقيقة عن الكسوف الشمسي والقمري ، والتي استخدمت كـ «مرتكزات» في المحاولات المختلفة لتحديد التسلسل الزمني لبابل وآشور بين سنة 2000 قبل الميلاد وسنة 1300 قبل الميلاد.
حكم آشور نادين آهي الأول (1430 ق.م.-1415 ق.م.) ابن وخليفة آشور رابي الأول من قبل الإمبراطورية المصرية، التي كانت منافسة لميتاني ، وتحاول الحصول على موطئ قدم في الشرق الأدنى القديم. أرسل أمنحوتب الثاني إلى الملك الآشوري عطية من الذهب لدفعه للتحالف ضد الميتاني. من المحتمل أن هذا التحالف دفع شوشتار حاكم ميتاني إلى غزو آشور ونهب عاصمتها ، وبعد ذلك أصبحت آشور دولة تابعة لميتاني وأُجبر «آشور نادين آهي» على دفع الجزية لشوشتار. بعد حكم دام خمسة عشر عامًا أطاح إنليل ناصر الثاني (1415 ق.م. - 1409 ق.م.) بأخيه آشور نادين أهي.
آشور نيراري الثاني (1409 ق.م. - 1402 ق.م.)، المدرج في السجل بـ«ماش-شور-إيريم غابا (= داه)،» آشور هو مساعدي"is my help,"، ابن وخليفة إنليل ناصر الثاني ، حكم على آشور في وقت كان لا يزال آشور تتعافى من تدمير حاكم ميتان شوشتار. وفقًا لقائمة ملوك خورسآباد، حكم آشور نيراري الثاني لمدة سبع سنوات يبدو أن تأثير ميتاني كان متقطعا وأنهم لم يكونوا مستعدين دائمًا أو قادرين فعلياً على التدخل في الشؤون الآشورية الداخلية والخارجية.
خلف آشور بيل نشيشو(1402 ق.م. - 1394 ق.م.) والده آشور نيراري الثاني على العرش ، وكان إسمه مدرج على لائحة الملوك بـ«آش-شور-إن-اون.ميش-شو»، ومعنى اسمه «آشور هو رب شعبه»، وبرع أيضًا بأعمال إعادة بناء واسعة النطاق في آشور نفسها. يبدو أن آشور قد أعادت تطوير أنظمتها المالية والاقتصادية المتطورة للغاية خلال فترة حكمه ، وأنها كانت مستقلة عن نفوذ ميتاني ، كما يتضح من توقيعه على معاهدة متبادلة المنفعة وترسيم الحدود مع كارينداش الملك الكاشي لبابل سنة 1400 ق. وتسردالنقوش أنهم «أقسموا اليمين فيما يتعلق بهذه الحدود». خلف والده على العرش كما كانت هذه الممارسة المتبعة خلال الفترة الملكية لآشور ، وقام بتسمية نفسه بشكل متواضع «إيشياك أشور» أي «نائب الوصي» للإله آشور:38 §236–240 The Synchronistic Chronicle.
آشور ريم نشيشو (1394 ق.م - 1387 ق.م)، نقش أسمه: آش-شور-آغ-اون.ميش-شو ، بمعنى «آشور يحب شعبه»:209، كان حاكم آشور ، أو آشيآك آشور ، «نائب حاكم آشور»، مكتوب باللغة السومرية: با.تي.سي (أي إينسي)، خلف والده آشور بيل نيشيشو الثاني ، اشتهر بإعادة إعمار سور المدينة الداخلي في آشور.
ثم خلفه آشور نادين آخي الثاني (1387 ق.م.- 1378 ق.م.) واسمه الآشوري يعني «آشور قد أعطانا أخاً»، كما تلقى عطايا ذهبية ومبادرات دبلوماسية من الإمبراطورية المصرية في محاولة لاكتساب الدعم العسكري الآشوري ضد خصوم الإمبراطورية المصرية في غرب آسيا مث الإمبراطورية الحثية ومملكة ميتاني. ومع ذلك ، يبدو أن الملك الآشوري كان في موقف قوي بما فيه الكفاية لتحدي الميتانيين والحثيين. يشار إلى آشور نادين آخي الثاني في رسالة من الملك آشور أوباليط الأول ملك آشور إلى فرعون الإمبراطورية المصرية ، برقم EA 16، أشارت رسائل تل العمارنة إلى جده الذي كتب إلى مصر وحصل على الذهب في المقابل. هذا من شأنه أن ينطوي على تحالف دبلوماسي سابق بين آشور ومصر خلال فترة حكمه. وقد خلفه شقيقه ، إيريبا أدد الأول أول ملوك الإمبراطورية الآشورية الوسطى.

## نقوش
1. ↑  Assyrian Kinglist fragment VAT 9812 = KAV 14: 5.
2. ↑  Khorsabad Kinglist, tablet IM 60017 (excavation nos.: DS 828, DS 32-54), iii 3.
3. ↑  Synchronistic Chronicle (ABC 21), tablet K4401a, i 1–4.